# Abstich (Önologie)

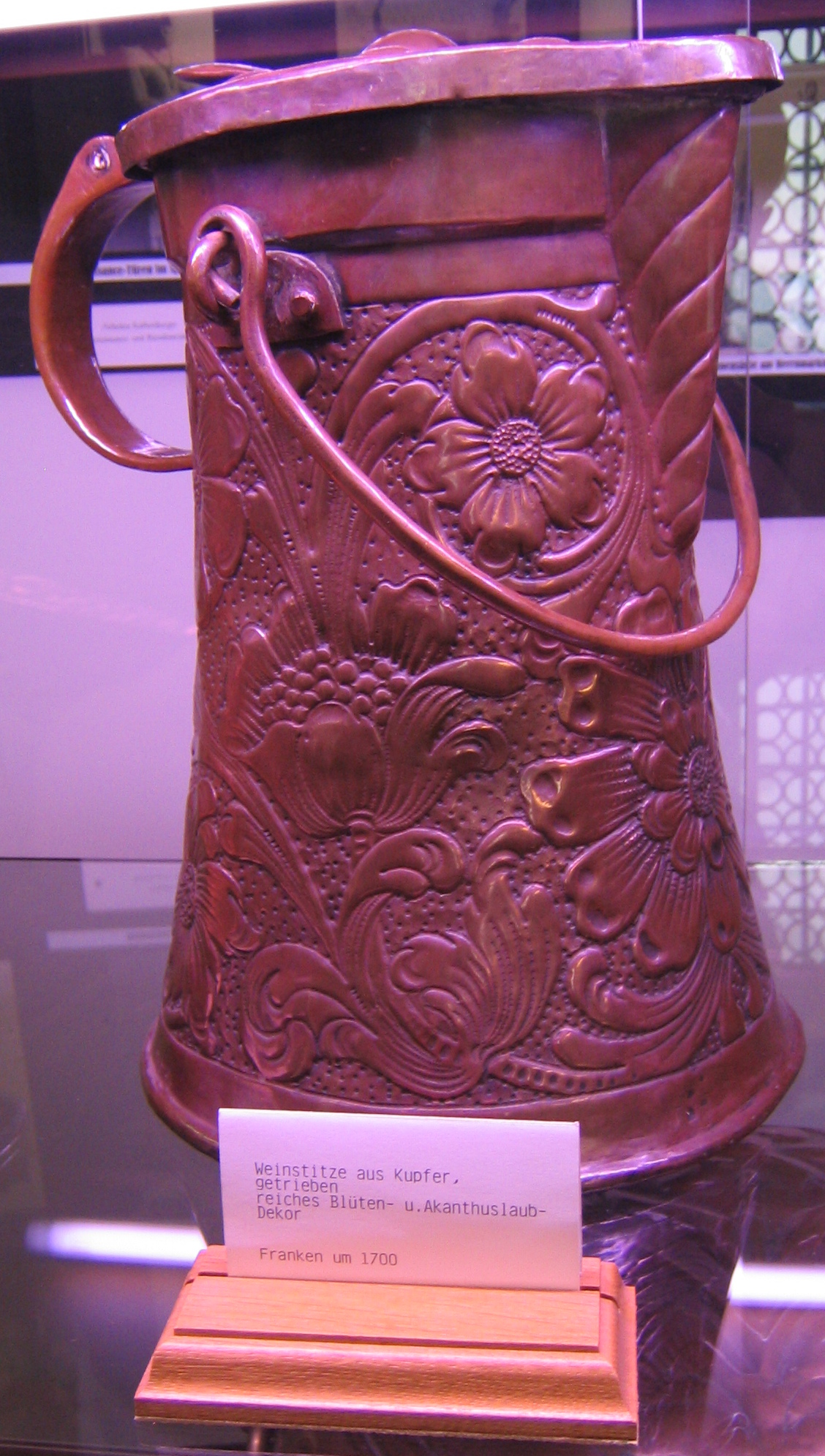
Weinstützen wurden beim Abstechen eingesetzt, um den Wein ins Fass zu füllen (kupfergetriebenes Modell aus Franken um 1700)

Der Abstich (französisch: soutirage) ist ein kellertechnisches Verfahren, bei dem der geklärte Wein vom Bodensatz (toten Hefezellen, ungelösten Teile von Fruchtfleisch und Traubenschale, Trubstoffen) getrennt wird. Meist erfolgt der Abstich durch Umpumpen oder schonender durch Siphonieren in einen leeren Behälter. In großen Weinkellereien stehen Abstichtanks zur Verfügung, deren Absaugstutzen höhenverstellbar sind und somit korrekt eingestellt optimal über dem Bodensatz steht. Dies ermöglicht ein schnelles und vollständiges Entfernen der Trubstoffe beim Abstich.
Man spricht vom ersten Abstich (Grobhefe) gleich nach der alkoholischen Gärung und vom zweiten Abstich (Feinhefe) nach der ersten Winterkälte, nachdem der erste Weinstein ausgefällt wurde. In manchen Kellereien erfolgen weitere Abstiche nach Schönungsschritten. In jüngerer Zeit nimmt man eher Abstand von dieser Praxis des häufigen Abstichs.
Bei der industriellen Produktion werden die betreffenden Getränke meist mit Kieselgur gefiltert oder zentrifugiert, sodass man nicht auf den Ablauf des natürlichen Absetzprozesses warten muss.
Neben der Trennung des Bodensatzes vom Wein hat der Abstich noch einige dienliche Nebeneffekte. Bei jedem Abstich wird aus dem Jungwein eine kleine Menge von Kohlensäure freigesetzt. Dadurch wirken die Weine weniger aggressiv und runder, sofern die Menge an gebundener Kohlensäure auf unter 300 – 400 mg / L sinkt. Darüber hinaus wird der Inhalt des Fasses wieder homogenisiert und dem Wein wird eine geringe Menge Sauerstoff zugefügt.